# Schleuderguss
Schleuderguss ist ein Gießverfahren zur Herstellung von rotationssymmetrischen Bauteilen (z. B. gusseiserne Rohre für Wasser und Abwasser). Hierzu wird flüssiges Metall (Schmelze) oder flüssiger Kunststoff (z. B. Gusspolyamid) in eine um ihre Mittelachse rotierende Gussform (Kokille) gefüllt. Durch reibungsbedingte Schubkräfte wird die Schmelze ebenfalls in Rotation versetzt und durch die Zentrifugalkraft an die Kokillenwand gepresst. Die Drehzahl der Kokille wird so gewählt, dass hohe Zentrifugalkräfte wirken. Verglichen mit statischen Gießverfahren erstarrt die Schmelze auf diese Weise zu einem Gefüge mit wesentlich weniger Poren, Lunkern, höherem Reinheitsgrad und höherer Festigkeit. Die Außenkontur des Bauteils wird durch die Innengeometrie der Kokille bestimmt.

## Horizontalguss

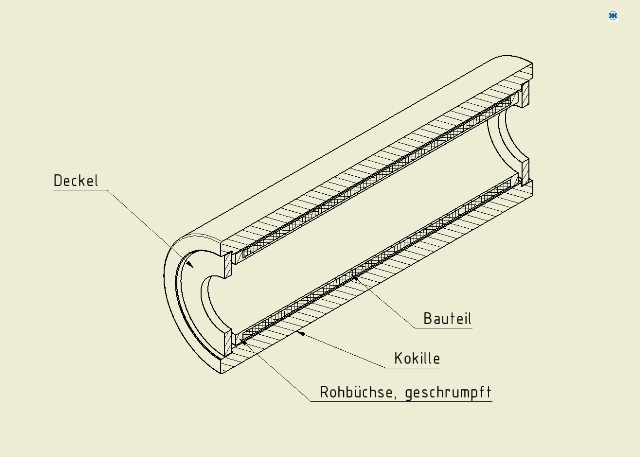
Schleuderguss, horizontale Kokille

Beim Horizontalguss wird die Schmelze in eine liegende Kokille eingegossen, die von vorn und hinten mit Deckeln verschlossen ist. Häufig wird die Kokille, die aus Stahl oder Gusseisen besteht, mit einer keramischen Schutzschicht, der sogenannten Schlichte, ausgekleidet. Für besonders lange Gussstücke oder den kontinuierlichen Schleuderguss kann dabei die Gießrinne während des Gießprozesses verschoben werden. Die Außenkontur ist hierbei meistens glatt, möglich sind jedoch auch angegossene Bunde, eine leicht konische Kontur oder Absätze. Aufgrund der Zentrifugalkraft ist die Innenoberfläche zylindrisch glatt. Die Wandstärke ergibt sich aus der Menge der eingegossenen Schmelze. Beim Schleuderguss mit verschiebbarer Gießrinne kann die Wanddicke auch durch die Umdrehungsgeschwindigkeit und die axiale Verschiebung der Gießrinne beeinflusst werden.
Die herstellbaren Abmessungen sind stark vom Werkstoff und weiteren technischen Einschränkungen abhängig. Machbar sind Innendurchmesser ab 20 mm, wirtschaftlich jedoch erst ab 40 mm. Die Wandstärke sollte, werkstoffabhängig, nicht größer als der Innendurchmesser sein. Der Außendurchmesser ist nahezu unbeschränkt, in der Praxis jedoch häufig auf ca. 1200 mm begrenzt. Die Länge richtet sich nach Innendurchmesser und Werkstoff. Sie liegt typischerweise zwischen anderthalb Innendurchmessern und max. 6 Metern.

## Vertikalguss
Beim Vertikalguss erfolgt der Guss in einer Kokille, deren Achse vertikal rotiert. Vertikalguss wird hauptsächlich für konische oder kugelförmige Außenkonturen eingesetzt. Die Umdrehungsgeschwindigkeit ist hierbei oft deutlich langsamer als beim Horizontalguss. Dadurch bildet sich an der Innenoberfläche durch die Kombination von Schwerkraft und Zentrifugalkraft eine Parabel aus, deren Form über die Drehzahl angepasst werden kann. Weiterhin kann die Innenkontur über die eingebrachte Materialmenge gesteuert werden.

## Verbundguss beim Schleuderguss

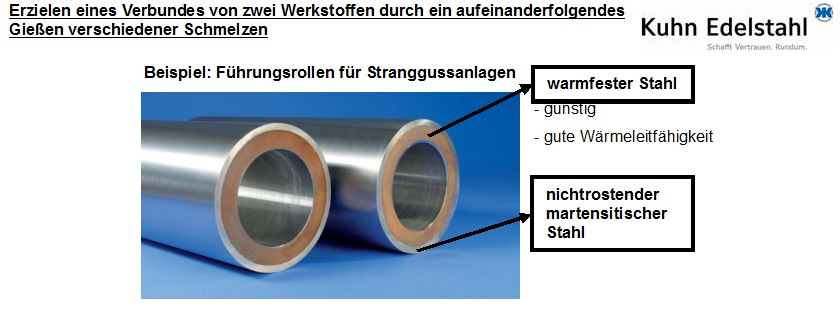
Verbundguss Beispiel: Führungsrollen für Stranggussanlagen

Beim Verbundguss werden mehrere Schichten aus unterschiedlichen Werkstoffen übereinander gegossen, meist während die Erstarrung noch nicht abgeschlossen ist.
Im Horizontalguss können so Produkte erzeugt werden, die unterschiedliche Eigenschaften verschiedener Stähle kombinieren. Im Gegensatz zu aufgeschweißten oder aufgetragenen Schichten kann durch den Verbundguss der Übergang der beiden Werkstoffe in feinen Abstufungen erfolgen. Um eine Schalenbildung beim Erstarren zu vermeiden, ist es vorteilhaft, wenn sich in der Grenzschicht zwischen den beiden Metallen eine Legierung bildet.
Der Vorteil des Verbundgusses liegt in der gegenüber klassischen Auftragsverfahren höheren Produktivität und in der Möglichkeit, große Wandstärken der Außenschicht zu erreichen.

## Anwendungsfelder
- Rohre

Anwendungen 
Wasserversorgung, Abwasserentsorgung
- Dekanter

Anwendungen 
Pharmazeutische Industrie, Biotechnische Industrie, Klärschlamm- und Lackschlammbehandlung, Kühlemulsionsaufbereitung, Kunststoffrecycling, Lebensmittelindustrie
Bauteile
Konische und zylindrische Trommelmäntel, Schneckenkörper und Schneckenkörperteile, Dichtungsdeckel, Stirnwände, Dichtungsträger, Rohre, Büchsen, Ringe
- Motorenbau

Anwendungen
Ventilsitzringe im Ein- und Auslass von Großdieselmotoren. Diese Dieselmotoren kommen als Antriebsaggregate für Schiffe sowie als stationäre Stromgeneratoren zum Einsatz.
Bauteile
Einlassventilsitzringe und Auslassventilsitzringe
- Walzwerke, Hüttenwerke und Stahlwerke

Anwendungen
In Stranggießanlagen für: Brammen-, Vorblock-, Beam-Blank- und Knüppelanlagen
Bauteile
Strangführungsrollen für alle Segmente der Stranggießanlagen, mit oder ohne Innenkühlung, in Mono-Guss oder als Verbundausführung („Bi-Metall“).

## Mathematische Beschreibung

### Drehzahl
Berechnung der notwendigen Mindestdrehzahl zur Überwindung des Erdschwerefeldes (Faustformel nach Hurst):
{\displaystyle n\approx {\frac {7200}{\rho \cdot {\sqrt {D}}}}}
- {\displaystyle n}: Drehzahl in min−1
- {\displaystyle \rho }: Dichte in g/cm3
- {\displaystyle D}: Außendurchmesser Gussstück in mm

Man arbeitet aus Gründen der Lunker-, Schlackenfreiheit und Verdichtung mit Drehzahlen bis zu 4.000/min.

### Gießdruck
Der Gießdruck wird durch die Zentrifugalkraft erzeugt und kann nach der Formel von Väth näherungsweise berechnet werden:
{\displaystyle p\approx {\frac {\rho \cdot \omega ^{2}}{3000\cdot g}}\cdot \left(R^{2}-{\frac {r^{2}}{R^{2}}}\right)}
- p: Gießdruck in bar
- {\displaystyle \rho }: Dichte in g/cm3
- {\displaystyle \omega }: Winkelgeschwindigkeit in rad/s
- g: Erdbeschleunigung = 981 cm/s2
- R: Außenradius in cm
- r: Innenradius in cm

Der Gießdruck kann (drehzahlabhängig) bis auf 50 bar ansteigen.
Im Vergleich zum Sandguss entstehen so dichtere, lunker- und einschlussfreiere Gussgefüge.

## Andere Anwendungsbereiche
Auch in anderen Anwendungsbereichen werden Schleudergussverfahren eingesetzt, z. B. bei der Herstellung von Kanalrohren aus Beton (siehe Betonrohr) und Stahlbetonmasten, etwa als konische Abspannmasten für Straßenbahnoberleitungen.
Die Firma UFIP stellt im „rotocasting“ genannten Verfahren Schlagzeugbecken her.